# Животные в иконописи
Животные нередко изображаются на иконах, но они никогда не являются центром композиции. Часто они выполняют символическую функцию или отражают эпизод из жизни того или иного святого. Редко животное может быть атрибутом, посредством которого опознается тот или иной иконописный персонаж. 

## Наиболее часто встречающиеся на иконах животные
- Агнец — белый ягненок. Часто изображается рядом с Иисусом Христом для подчеркивания его пастырского служения.
- Бык является символом евангелиста Луки[1].
- Голубь как символ Святого Духа является неотъемлемым элементом иконографии Крещения Господня[2].
- Змей символизирует дьявола и является распространенным антагонистом святого Георгия.
- Кит — морское чудовище, из пасти которого появляется пророк Иона.
- Конь является ездовым животным святого Георгия. Лошади часто изображаются на иконах Флора и Лавра.
- Лев является символом евангелиста Марка[1]. Этот зверь изображается на иконах с изображением святого Герасима[3].
- Медведь является частым персонажем на клеймах житийных икон Серафима Саровского.
- Орел является символом евангелиста Иоанна[1].
- Осёл как ездовое животное Иисуса Христа является неотъемлемым элементом иконографии Входа Господнего в Иерусалим[4].
- Сокол часто изображается сидящим на правой руке святого Трифона[5]